# میامی دلفینز

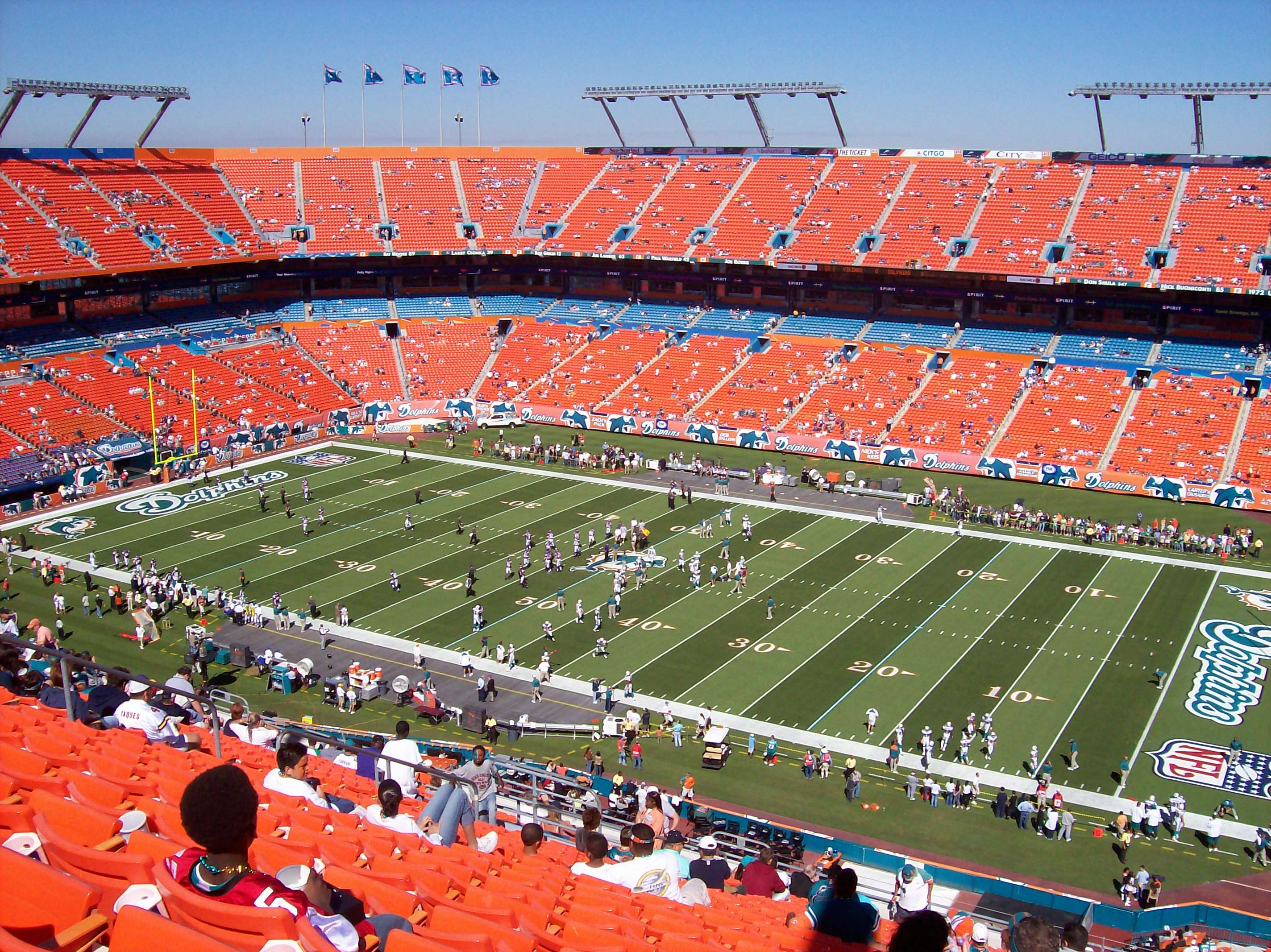

تیم فوتبال آمریکایی میامی دلفینز (به انگلیسی: Miami Dolphins) از میامی در ایالت فلوریدا می‌باشد.
این تیم عضو لیگ ملی فوتبال آمریکا است.
ورزشگاه خانه این تیم ورزشگاه دلفین (به انگلیسی: Dolphin Stadium) نام دارد.

## وب‌گاه رسمی
- وبگاه رسمی تیم